# Iram Natividade
Iram Natividade Pinto ou simplesmente Iram Natividade (Itaperuna, 20 de julho de 1933) é um professor, farmacêutico e político brasileiro.
Filho de Oswaldo Natividade e Célia Pinto Natividade foi eleito em chapa conjunta com Francisco Fontes Torres para exercer um mandato "tampão" de dois anos no poder executivo de Volta Redonda.
Em virtude do falecimento do titular, veio a sucedê-lo em 21 de novembro de 1972. Teve, então, pouco mais de um ano para governar, tempo que aproveitou para terminar a principal obra de seu sucessor — a estação rodoviária municipal, à qual deu o nome de seu antecessor.
Além esse período à frente do executivo, exerceu mandatos como vereador na cidade entre 1967 e 1971 e, posteriormente, entre 1983 e 1988.